# Twer (stacja kolejowa)
Twer (ros: Станция Тверь) – stacja kolejowa w Twerze, w obwodzie twerskim, w Rosji. Znajduje się na 479-485 km linii Moskwa – Petersburg. Została otwarta w 1850 roku.
Znajduje się w mieście Twer, na obszarze rejonów proletariackego i moskiewskiego). Jest to największy węzeł komunikacyjny Tweru i obwodu twerskiego.
Stacja jest obsługiwana przez przedsiębiorstwo "Stacja Twer" Kolei Październikowej - oddział Kolei Rosyjskich, która łączy stację Twer, Doroszicha, Doroninskoje, Wasiliewskj Moch.
Na stacji zatrzymuje się między innymi pociąg dużych prędkości Sapsan, łączący Moskwę z Petersburgiem.

## Linie kolejowe
- Moskwa – Petersburg